# John Douglas Turner
John Douglas Turner (* 15. Juli 1938 in Glen Ridge; † 26. Oktober 2019) war ein US-amerikanischer Religionswissenschaftler. 

## Leben
Er erwarb 1966 einen B.D., Th.M., am Union Theological Seminary in Virginia und den Ph.D. 1970 an der Duke University. Seit  1984 lehrt er als Cotner Professor of Religious Studies und Charles J. Mach University Professor of Classics and History an der University of Nebraska-Lincoln.
Er war bekannt für seine Übersetzungen der Nag Hammadi Bibliothek. Er trug zur Erforschung der Beziehung zwischen Neuplatonismus und Gnostizismus bei, einschließlich einer Studie über die Verwendung von Begriffen und Konzepten durch den Autor oder die Autoren des Sethian Allogenes-Textes.

## Schriften (Auswahl)
- The Book of Thomas the Contender from Codex II of the Cairo Gnostic Library from Nag Hammadi (CG II,7). Missoula 1975, ISBN 0-89130-017-1.
- als Herausgeber mit Anne McGuire: The Nag Hammadi Library after fifty years. Proceedings of the 1995 Society of Biblical Literature commemoration. Leiden 1997, ISBN 90-04-10824-6.
- Sethian gnosticism and the Platonic tradition. Québec 2001, ISBN 2-7637-7834-8.
- als Herausgeber mit Liv Ingeborg Lied und Christian H. Bull: Mystery and secrecy in the Nag Hammadi collection and other ancient literature. Ideas and practices. Studies for Einar Thomassen at sixty. Leiden 2012, ISBN 978-90-04-21207-7.